# Wiertnica

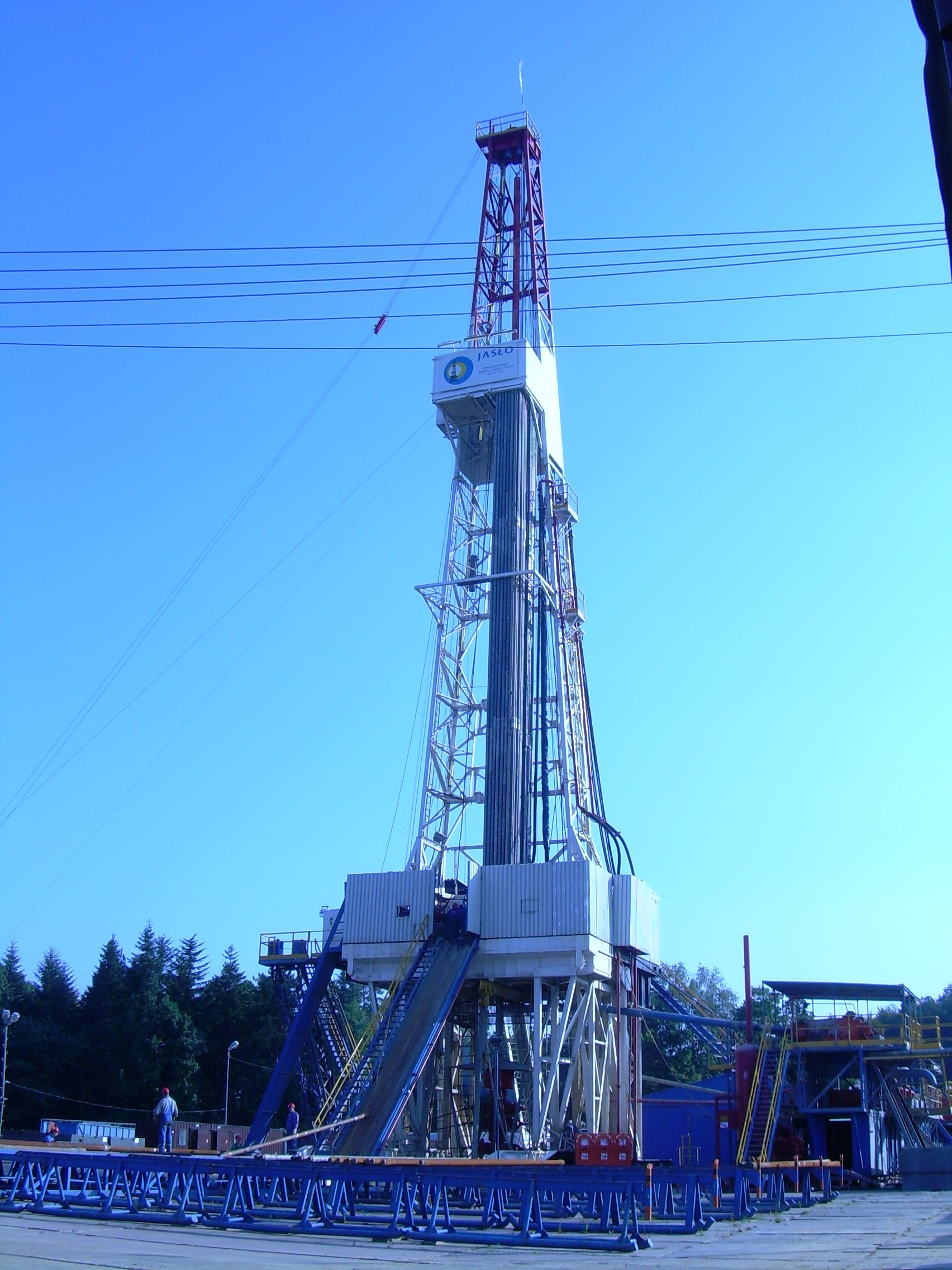
Duże urządzenie wiertnicze stosowane w przemyśle naftowym

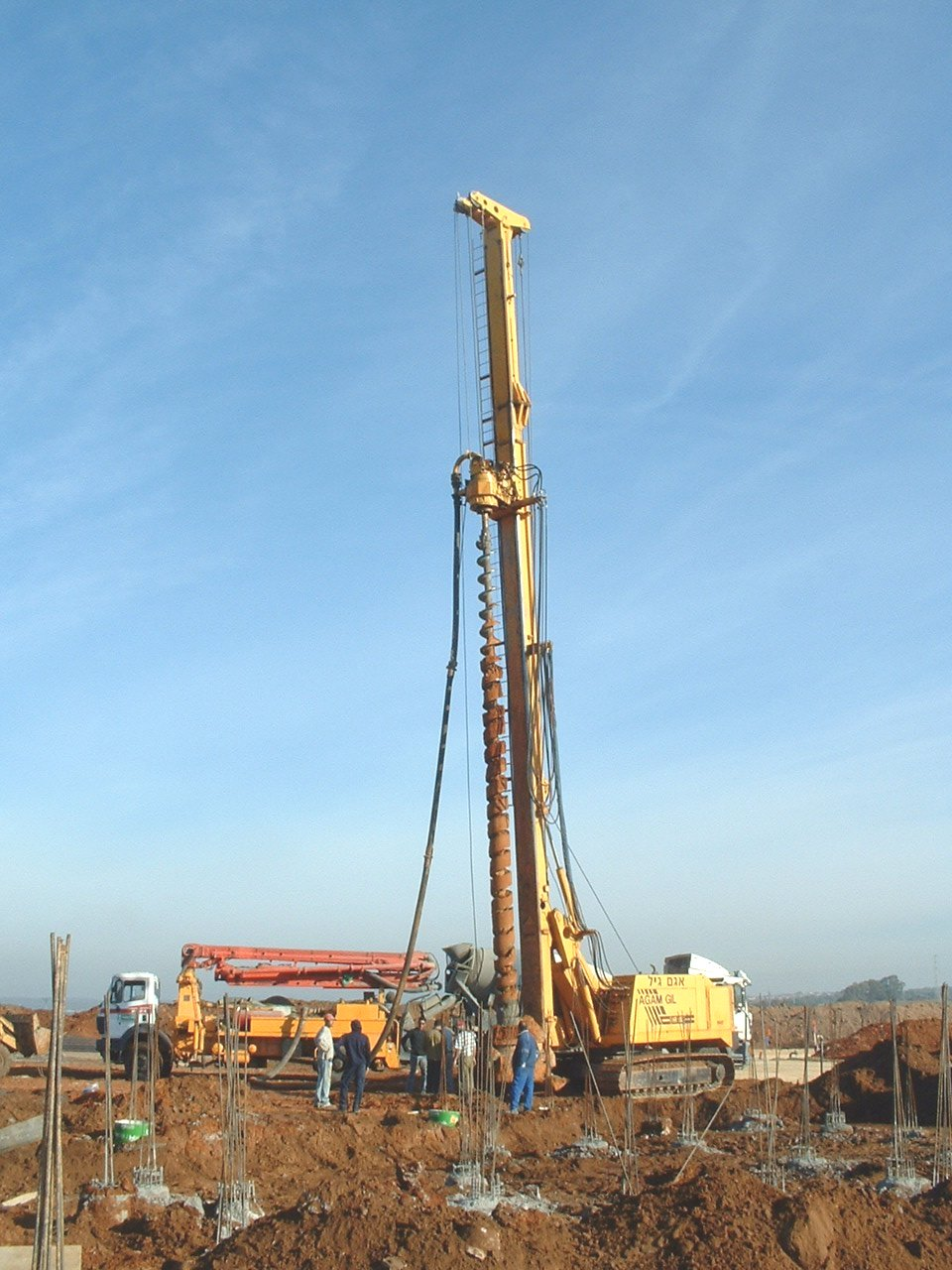
Wiertnica do celów geotechnicznych

Wiertnica – zespół powiąznych ze sobą urządzeń mechanicznych niezbędnych do wykonania otworu wiertniczego  w skale, gruncie lub betonie. 
Istnieje wiele typów wiertnic w zależności od przeznaczenia, średnicy otworów, budowy itp. Stanowisko w terenie, na którym ustawiona jest wiertnica nosi nazwę wiertni. Przygotowanie stanowiska polega na odpowiednim wypoziomowaniu terenu, wykonaniu ocembrowanego zagłębienia - bodni oraz umieszczeniu odpowiednio stabilnego fundamentu pod konstrukcję wiertnicy. Następnie ustawiana jest wiertnica, pomost montażowy oraz zestaw napędowy w którego skład wchodzą agregaty prądotwórcze, skrzynia napędowa oraz pompy płuczkowe. Wysokość wiertnicy dochodzi do 60 metrów.
Charakterystyka techniczna wiertnic używanych do wiercenia otworów powinna obejmować:
- zdolność udźwigu zespołów wiertnicy, limitującą dopuszczalną głębokość wiercenia otworów o określonej średnicy,
- wielkość mocy napędowej zespołów wiertnicy,
- rodzaj napędu przewodu wiertniczego lub narzędzia wiercącego,
- rodzaj przewodu wiertniczego,
- rodzaj i kierunek przepływu płuczki użytej do usuwania zwiercin lub transportu próbek wiertniczych i rdzeni,
- dane techniczne pomp płuczkowych lub sprężarek.